# Pisto a la bilbaína
El pisto a la bilbaina es un plato típico del País Vasco. Es un tipo de pisto en donde el principal ingrediente es el calabacín.

## Características
Una característica de este plato, es que los ingredientes se cortan en pedazos muy pequeños, lo que resulta que el plato asemeje a un pure espeso. Sus ingredientes son: Pimiento verde, Cebolla, Calabacín, Tomate, Huevo batido. Por encima del pisto existe la costumbre de echar patatas fritas cortada muy pequeña.
- Datos: Q11699527